# Vitali Rəhimov
Vitali Rəhimov (russe : Вита́лий Меджи́дович Раги́мов, né le 27 août 1984) à Meghri en Arménie) est un lutteur azerbaïdjanais, spécialiste de la lutte gréco-romaine.

## Biographie
Rəhimov emménage avec sa famille en Azerbaïdjan en 1990. Il s'entraine à la lutte gréco-romaine en 1994. Il participe aux jeux olympiques de son pays en 2004 et 2008. En 2004, à Athènes, Rahimov gagne face à l'américain Jim Gruenwald (7-0) mais perd face au serbe Davor Stefanek. Lors des Jeux olympiques d'été de 2008, il remporte la médaille d'argent en combattant dans la catégorie des -60 kg. Il est disqualifié et doit rendre sa médaille, à la suite d'un contrôle antidopage positif décelé en 2016.
Lors des championnats du monde, il remporte la médaille de bronze en 2009 et 2010. Lors des championnats d'Europe, il remporte le titre européen en 2005 et la médaille de bronze en 2011.